# Raja Rani
Raja Rani (nep. राजारानी) – gaun wikas samiti we wschodniej części Nepalu w strefie Kośi w dystrykcie Dhankuta. Według nepalskiego spisu powszechnego z 2001 roku liczył on 609 gospodarstw domowych i 2789 mieszkańców (1488 kobiet i 1301 mężczyzn).